# Hans Nabholz

Hans Nabholz, 1914

Hans Kaspar Nabholz (* 12. Juni 1874 in Bachs, Kanton Zürich; † 5. Mai 1961 in Zürich) war ein Schweizer Lehrer, Archivar, Historiker und Politiker.

## Leben und Werk
Hans Nabholz gehörte als Sohn eines reformierten Pfarrers und Dekans der Zürcher Landeskirche an. Im Jahr 1893 erlangte er am städtischen Gymnasium in Winterthur die Matura. In seiner Schulzeit gehörte er der Mittelschulverbindung Vitodurania an, in der er den Übernamen «Pax» erhielt. Anschliessend studierte er Geschichte und Germanistik in Zürich, Berlin und Paris. Nabholz wurde 1898 in Zürich bei Gerold Meyer von Knonau mit einer Arbeit über die Bauernbewegungen der Ostschweiz 1524–25 zum Doktor der Philosophie promoviert. 1905 heiratete er Bertha Karrer, Tochter des Notars Ulrich Karrer. Der den Namen des Vaters tragende Sohn Hans Nabholz (1906–1943) wurde Arzt.
Nach der Promotion war Nabholz zunächst in Seengen im Kanton Aargau als Mittelschullehrer tätig, anschliessend am Freien Gymnasium in Zürich. 1903 wurde er Archivar im Staatsarchiv Zürich, wo er bis 1931 tätig blieb. 1911 habilitierte er sich und war zunächst als Privatdozent, ab 1924 als ausserordentlicher und schliesslich von 1931 bis zur Emeritierung 1945 als ordentlicher Professor an der Universität Zürich tätig. Er lehrte Verfassungs- und Wirtschaftsgeschichte sowie Historische Hilfswissenschaften. Seit 1938 wohnte Nabholz in Zollikon im Kanton Zürich.
Während seiner Tätigkeit im Zürcher Staatsarchiv entfaltete Nabholz eine rege Editionstätigkeit. 1906 gab er in drei Bänden die Zürcher Stadtbücher des 14. und 15. Jahrhunderts heraus. Später wurde er Leiter der Editionskommission zum Quellenwerk über die Entstehung der Schweizerischen Eidgenossenschaft. Als einziger Schweizer Hochschullehrer für Wirtschaftsgeschichte bearbeitete er später vor allem wirtschaftliche Aspekte der Schweizer Geschichte in Mittelalter und Neuzeit. Daneben gehörten Fragestellungen bezüglich des Zusammenhangs zwischen den Schweizer Bünden und gleichzeitiger deutscher und europäischer Bündnispolitik zu seinen bevorzugten Interessensgebieten.
Nabholz gehörte mehreren nationalen und internationalen Fachorganisationen an, zum Teil in führender Position. Ab 1928 war er zunächst Präsident der «Allgemeinen Geschichtsforschenden Gesellschaft der Schweiz», ab 1947 des «Internationalen Komitees der Historischen Wissenschaften». In diesen Funktionen trat der auch politisch aktive Nabholz für internationale Völkerverständigung ein und propagierte den Eintritt der Schweiz in den Völkerbund. Innerhelvetisch versuchte er ausgleichend auf Konflikte zwischen der deutschsprachigen und der romanischsprachigen Schweiz einzuwirken. 1950 war Nabholz Präsident des in Paris tagenden internationalen Historikerkongresses. In dieser Funktion setzte er gegen erhebliche Widerstände die Teilnahme einer deutschen Historikerdelegation durch.

## Schriften (Auswahl)
- Bauernbewegungen der Ostschweiz 1524–25, phil. Diss., Zürich 1898.
- Geschichte der Schweiz. 2 Bände, Schulthess, Zürich 1932–1938.
- mit Paul Kläui: Quellenbuch zur Verfassungsgeschichte der Schweizerischen Eidgenossenschaft und der Kantone. Von den Anfängen bis zur Gegenwart, Verlag H. R. Sauerländer, Aarau 1940.
- Einführung in das Studium der mittelalterlichen und der neueren Geschichte. Den Studierenden der Geschichte zugedacht. Schulthess, Zürich 1948.
- Ausgewählte Aufsätze zur Wirtschaftsgeschichte. Schulthess, Zürich 1954.